# Panóias (Braga)
Panoias is een plaats (freguesia) in de Portugese gemeente Braga en telt 1 630 inwoners (2001).